# Nonnenbachtal und Seitentäler mit Froschberg und Gillenberg
Koordinaten: 50° 24′ 57″ N, 6° 38′ 16″ O

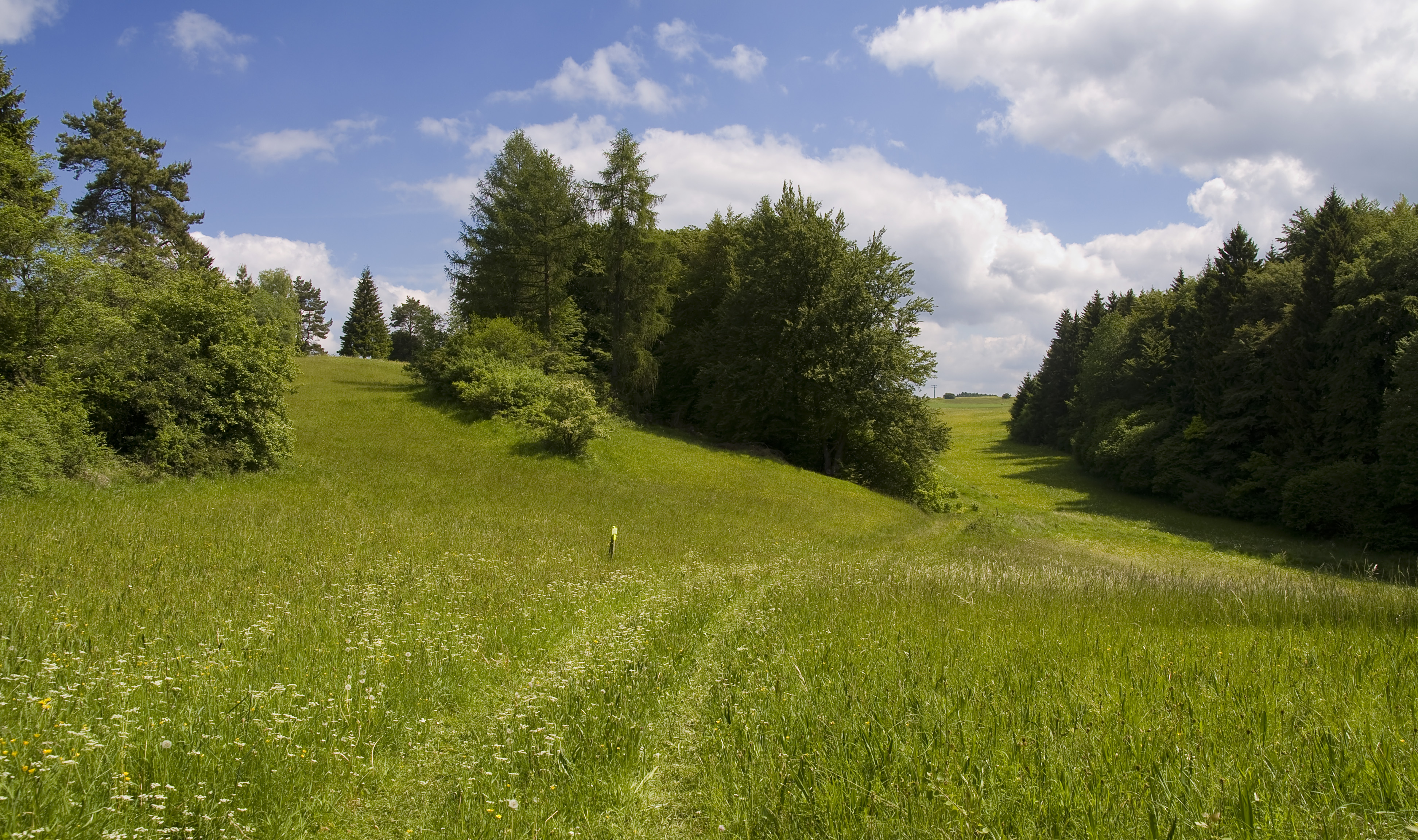
Naturschutzgebiet Nonnenbachtal und Seitentäler mit Froschberg und Gillenberg (Mai 2014)

Das Naturschutzgebiet Nonnenbachtal und Seitentäler mit Froschberg und Gillenberg liegt auf dem Gebiet der Gemeinde Blankenheim (Ahr) im Kreis Euskirchen in Nordrhein-Westfalen.
Das aus fünf Teilflächen bestehende Gebiet erstreckt sich südlich und südwestlich des Kernortes Blankenheim und nördlich des Blankenheimer Ortsteils Nonnenbach entlang des Nonnenbaches und seiner Seitentäler. Am östlichen Rand verläuft die B 258, unweit westlich verläuft die B 51.

## Bedeutung
Für Blankenheim ist seit 1980 ein 291,36 ha großes Gebiet unter der Kenn-Nummer EU-015 als Naturschutzgebiet ausgewiesen. Die Unterschutzstellung erfolgt insbesondere wegen der Bedeutung eines großen Teils des Gebietes für die Errichtung eines zusammenhängenden ökologischen Netzes besonderer Schutzgebiete in Europa.